# Hua Tao
Die Hua Tao-Technik ist die chinesische Blumensteckkunst. Der Name bedeutet "Weg der Blume". Seit dem 17. Jahrhundert wird diese Technik angewendet, um das Auge der Maler zu schulen. Im Gegensatz zum Ikebana werden Blumen und Pflanzen so natürlich wie möglich belassen. Die Schulung in Hua Tao gilt als förderlich für die Aufmerksamkeit, so gibt es beispielsweise 22 Arten, eine Rose in ein Glas zu stellen.

## Geschichte
Die Kunst de Hua Tao entstand aus der chinesischen Malerei. Bereits seit der Tang-Zeit (618–907 n. Chr.) gehörten Blumen- und Landschaftsbilder zu den stilprägenden Elementen der chinesischen Kunst. Erst im 17. Jahrhundert entwickelte sich allerdings die Gestaltungstechnik mit Blumensteckkunst. 
Genau wie dem in Europa wesentlich bekannteren Ikebana, der japanischen Blumensteckkunst, die sich aus chinesischen Vorbildern entwickelt hat, wohnt dem Hua Tao ein meditatives Element inne. 